# Kanton Bordères-Louron
Kanton Bordères-Louron (francouzsky Canton de Bordères-Louron) je francouzský kanton v departementu Hautes-Pyrénées v regionu Midi-Pyrénées. Tvoří ho 15 obcí.

## Obce kantonu
- Adervielle-Pouchergues
- Armenteule
- Avajan
- Bareilles
- Bordères-Louron
- Cazaux-Debat
- Cazaux-Fréchet-Anéran-Camors
- Estarvielle
- Génos
- Germ
- Loudenvielle
- Loudervielle
- Mont
- Ris
- Vielle-Louron